# Rue Corot
Rue Corot är en gata i Quartier d'Auteuil i Paris sextonde arrondissement. Gatan är uppkallad efter den franske målaren Camille Corot (1796–1875). Rue Corot börjar vid Rue Wilhem 22 och slutar vid Avenue Théophile-Gautier 61.

## Omgivningar
- Notre-Dame-d'Auteuil
- Sainte-Bernadette
- Chapelle Sainte-Thérèse
- Notre-Dame-de-Grâce de Passy
- Parc Sainte-Périne

## Bilder
| - Gatuskylt. - Notre-Dame-d'Auteuil. - Sainte-Bernadette. - Chapelle Sainte-Thérèse. - Notre-Dame-de-Grâce de Passy. - Parc Sainte-Périne. |

## Kommunikationer
- Tunnelbana – linje  – Église d'Auteuil
- Busshållplats Église d'Auteuil – Paris bussnät

### Webbkällor
- ”Rue Corot”. Mairie de Paris. https://web.archive.org/web/20150514034741/http://www.v2asp.paris.fr/commun/v2asp/v2/nomenclature_voies/Voieactu/2338.nom.htm. Läst 28 augusti 2023.
- ”Rue Corot (16ème arrondissement)”. Les rues de Paris. https://web.archive.org/web/20170531171538/http://www.parisrues.com/rues16/paris-16-rue-corot.html. Läst 28 augusti 2023.